# Bolboceratex holmi
Bolboceratex holmi är en skalbaggsart som beskrevs av Gussmann och Clarke H. Scholtz 2000. Bolboceratex holmi ingår i släktet Bolboceratex och familjen Bolboceratidae. Inga underarter finns listade.